# Gemeinderatswahl in St. Pölten 1970
Die Gemeinderatswahl 1970 fand am 5. April 1970 statt und war die fünfte Gemeinderatswahl in St. Pölten nach Kriegsende. Die Sozialistische Partei Österreichs gewann stark, konnte erneut die meisten Stimmen auf sich vereinen und die absolute Mehrheit verteidigen. 

## Ausgangslage
Bei der Wahl vom 4. April 1965 konnte die SPÖ die meisten Stimmen auf sich vereinen und die absolute Mehrheit zurückerobern. Während die ÖVP leichte Gewinne verzeichnen konnte, verloren KPÖ und FPÖ stark, letztere konnte keine Gemeinderatsmandate mehr stellen.
Bürgermeister Rudolf Singer stand in den folgenden Jahren unter immer stärkerer Kritik, vor allem auch aus den eigenen Reihen. So wurde er von der SPÖ 1968 mit einem fünfjährigen Funktionsverbot bestraft, blieb jedoch Bürgermeister. Daraufhin wurde im Jänner 1969 ein neuer Bezirksobmann und im Februar 1969 ein neuer Stadtparteiobmann gewählt, Hans Schickelgruber gewann knapp gegen Franz Pichler.

### Wahlwerbende Parteien und Wahlverlauf
Bei den Wahlen traten die drei im Gemeinderat vertretenen Parteien sowie, wie bei den vorangehenden Wahlen, die Freiheitliche Partei Österreichs (FPÖ) an. Die Sozialistische Partei Österreichs (SPÖ) trat mit Hans Schickelgruber als Spitzenkandidat an, die Österreichische Volkspartei (ÖVP) unter Anton Korner und die Kommunistische Partei Österreichs (KPÖ) unter Anton Eder.

## Wahlergebnis
Bei der Wahl vom 5. April 1970 konnte die SPÖ erneut die meisten Stimmen auf sich vereinen und mit starken Gewinnen die absolute Mehrheit verteidigen. Während die ÖVP leicht und die KPÖ stark Stimmen verlor, konnte die FPÖ leichte Gewinne verzeichnen, trotzdem schafften sie keinen Einzug in den Gemeinderat.
|                    | Ergebnisse 1970 | Ergebnisse 1970 | Ergebnisse 1970 | Ergebnisse 1965 | Ergebnisse 1965 | Ergebnisse 1965 | Differenzen | Differenzen | Differenzen |
| ------------------ | --------------- | --------------- | --------------- | --------------- | --------------- | --------------- | ----------- | ----------- | ----------- |
| Stimmen            | %               | Mand.           | Stimmen         | %               | Mand.           | Stimmen         | %           | Mand.       |             |
| Wahlberechtigte    | 31.028          |                 |                 | 29.852          |                 |                 | + 1.176     |             |             |
| Abgegebene Stimmen | 27.353          | 88,2 %          |                 | 27.076          | 90,7 %          |                 | + 277       | - 2,5 %     |             |
| ungültige Stimmen  | 565             | 2,0 %           |                 | 990             | 3,7 %           |                 | - 425       | - 1,7 %     |             |
| gültige Stimmen    | 26.788          | 97,9 %          |                 | 26.086          | 96,3 %          |                 | + 702       | + 1,6 %     |             |
| Partei             |                 |                 |                 |                 |                 |                 |             |             |             |
| SPÖ                | 15.269          | 57,0 %          | 25              | 13.823          | 53,0 %          | 23              | + 1.446     | + 4,0 %     | + 2         |
| ÖVP                | 9.326           | 34,8 %          | 15              | 9.393           | 36,0 %          | 15              | - 67        | - 1,2 %     | ± 0         |
| KPÖ                | 1.664           | 6,2 %           | 2               | 2.447           | 9,4 %           | 4               | - 783       | - 3,2 %     | - 2         |
| FPÖ                | 529             | 2,0 %           | 0               | 423             | 1,6 %           | 0               | + 106       | + 0,4 %     | ± 0         |
| Gesamt             | 26.788          | 100,0 %         | 42              | 26.086          | 100,0 %         | 42              | + 702       | ± 0         | ± 0         |

## Auswirkungen
Bei der konstituierenden Gemeinderatssitzung am 27. April 1970 wurde Schickelgruber mit 40 Stimmen zum Bürgermeister gewählt, Vizebürgermeister wurden Oswald Hameder (SPÖ) und Anton Korner (ÖVP). 